# Tormentone
Un tormentone è un'espressione, una locuzione, una frase fatta o un motivo musicale che acquista rapida diffusione e popolarità attraverso la sua costante ripetizione. L'espressione si diffonde spesso tramite i mezzi di comunicazione di massa (quotidiani, riviste, libri, televisione, radio, Internet. teatro) o il semplice passaparola.
L'uso del termine "tormentone" è radicato fin dagli anni sessanta e sottintende la sensazione di "tormento" nell'ascoltatore dovuta alla martellante reiterazione dell'espressione.
Spesso utilizzati negli spettacoli umoristici e nelle barzellette, alcuni tormentoni diventano connotativi della persona o del personaggio comico che li ha generati.
Alcuni tormentoni sono categorizzabili secondo caratteristiche specifiche:
- un "tormentone estivo" è una canzone che diviene famosa per la semplicità nella fruizione, il ritmo ballabile, il testo o la melodia facilmente memorizzabili;
- un fenomeno di Internet è un'immagine, canzone, testo o altro contenuto che acquista grande popolarità su Internet.